# Aleksandra Gaworska
Aleksandra Gaworska (ur. 7 listopada 1995 w Bełchatowie) – polska lekkoatletka, sprinterka i płotkarka.
Brązowa medalistka mistrzostw świata 2017 w sztafecie 4 × 400 metrów. Młodzieżowa mistrzyni Europy 2017 w sztafecie 4 × 400 metrów. Srebrna medalistka halowych mistrzostw Polski seniorów w sztafecie 4 × 200 metrów (2017). Medalistka młodzieżowych mistrzostw Polski.

## Rekordy życiowe
- Bieg na 300 metrów – 38,20 (2021)
- Bieg na 300 metrów (hala) – 38,01 (2018)
- Bieg na 400 metrów – 52,45 (2017)
- Bieg na 400 metrów (hala) – 52,63 (2018)
- Bieg na 500 metrów – 1:08,65 (2018) najlepszy wynik w historii polskiej lekkoatletyki[2]
- Bieg na 400 metrów przez płotki – 56,87 (2017)

## Osiągnięcia
| Rok  | Impreza                                        | Miejsce    | Konkurencja                      | Lokata     | Wynik           |
| ---- | ---------------------------------------------- | ---------- | -------------------------------- | ---------- | --------------- |
| 2017 | Młodzieżowe mistrzostwa Europy                 | Bydgoszcz  | bieg na 400 metrów przez płotki  | 4. miejsce | 56,94           |
| 2017 | Młodzieżowe mistrzostwa Europy                 | Bydgoszcz  | sztafeta 4 × 400 metrów          | 1. miejsce | 3:29,66         |
| 2017 | Mistrzostwa świata                             | Londyn     | sztafeta 4 × 400 metrów          | 3. miejsce | 3:25,41         |
| 2017 | Uniwersjada                                    | Tajpej     | bieg na 400 metrów przez płotki  | 4. miejsce | 57,25           |
| 2017 | Uniwersjada                                    | Tajpej     | sztafeta 4 × 400 metrów          | 1. miejsce | 3:26,75 (elim.) |
| 2017 | DécaNation                                     | Angers     | bieg na 400 metrów               | 4. miejsce | 53,98           |
| 2018 | Halowe mistrzostwa świata                      | Birmingham | sztafeta 4 × 400 m               | 2. miejsce | 3:26,09         |
| 2021 | Halowe Mistrzostwa Europy w Lekkoatletyce 2021 | Toruń      | sztafeta 4 × 400 m               | 3. miejsce | 3:29,94         |
| 2021 | World Athletics Relays                         | Chorzów    | sztafeta mieszana 4 × 400 metrów | eliminacje | 3:17,92         |
| 2022 | Halowe mistrzostwa świata                      | Belgrad    | sztafeta 4 × 400 m               | 3. miejsce | 3:30,51 (elim.) |